# Mycomyiella ghanaensis
Mycomyiella ghanaensis är en tvåvingeart som beskrevs av Gammelmo 2004. Mycomyiella ghanaensis ingår i släktet Mycomyiella och familjen svampmyggor.
Artens utbredningsområde är Ghana. Inga underarter finns listade i Catalogue of Life.